# Rice Lake (Wisconsin)
Rice Lake és una població dels Estats Units a l'estat de Wisconsin. Segons el cens del 2000 Est. tenia 8.320 habitants.

## Demografia
Segons el cens del 2000, Rice Lake tenia 8.320 habitants, 3.615 habitatges, i 2.107 famílies. La densitat de població era de 372,2 habitants per km².
Dels 3.615 habitatges en un 27,9% hi vivien nens de menys de 18 anys, en un 44,3% hi vivien parelles casades, en un 10,6% dones solteres, i en un 41,7% no eren unitats familiars. En el 34,6% dels habitatges hi vivien persones soles el 16,3% de les quals corresponia a persones de 65 anys o més que vivien soles. El nombre mitjà de persones vivint en cada habitatge era de 2,24 i el nombre mitjà de persones que vivien en cada família era de 2,89.
Per edats la població es repartia de la següent manera: un 23,5% tenia menys de 18 anys, un 10,1% entre 18 i 24, un 26,4% entre 25 i 44, un 20,5% de 45 a 60 i un 19,5% 65 anys o més.
L'edat mediana era de 38 anys. Per cada 100 dones de 18 o més anys hi havia 82,7 homes.
La renda mediana per habitatge era de 32.808$ i la renda mediana per família de 41.789$. Els homes tenien una renda mediana de 30.039$ mentre que les dones 20.774$. La renda per capita de la població era de 18.585$. Aproximadament el 6,4% de les famílies i el 10% de la població estaven per davall del llindar de pobresa.

## Poblacions més properes
El següent diagrama mostra les poblacions més properes.